# مويرا كيلي (مبشرة)
مويرا كيلي (بالإنجليزية: Moira Kelly)‏ هي مبشرة أسترالية، ولدت في 31 يناير 1964 في ملبورن في أستراليا.

## وصلات خارجية
- الموقع الرسمي